# پیر پائولو پازولینی
پیر پائولو پازولینی (ایتالیایی: Pier Paolo Pasolini؛ ۵ مارس ۱۹۲۲ – ۲ نوامبر ۱۹۷۵) شاعر، کارگردان و نویسندهٔ ایتالیایی بود. او از برجسته‌ترین کارگردانان ایتالیا در سده بیستم و چهرهٔ برجسته‌ای در ادبیات اروپا و هنر سینما است. او همچنین یکی از روشنفکران برجسته در ایتالیا محسوب می‌شود که هم به‌عنوان هنرمند و هم به‌عنوان چهرهٔ سیاسی تأثیرگذار است. سرگئی پاراجانف، کارگردان سینما، پازولینی را «مقام شامخ خدا» و شیوهٔ کارگردانی‌اش را «جادویی» نامیده است.
او به دلیل سبک صریح و تمرکز برخی از آثارش روی مسائل جنسی تابو در ایتالیا همچنان یک شخصیت بحث‌برانگیز است. پازولینی که آشکارا همجنس‌گرا بود، در حالی که در دورهٔ جوانی از احیای زبان میراثی، محافظه‌کاری فرهنگی و ارزش‌های مسیحی نیز حمایت می‌کرد، اندکی پس از پایان جنگ جهانی دوم به یک مارکسیست مشهور تبدیل شد. او  انتقادهای شدیدی به خرده‌بورژوازی ایتالیا و آنچه که آمریکایی‌سازی، انحطاط فرهنگی و مصرف‌گرایی حریص‌محور فراگیر بر فرهنگ ایتالیا می‌دید، وارد کرد.
ربایش، شکنجه و قتل وحشیانهٔ او در نوامبر ۱۹۷۵ منجر به اعتراض در ایتالیا شد، موقعیتی که همچنان مورد بحث و جدل واقع می‌شود. سرنخ‌های بازرسان حاکی از قتل قراردادی به‌وسیلهٔ باندا دلا ماگلیانا (سازمان جنایت‌کار با وابستگی نزدیک به تروریسم راست تندرو) است که به احتمال زیاد در کشته‌شدن او نقش داشته است.

## زندگی

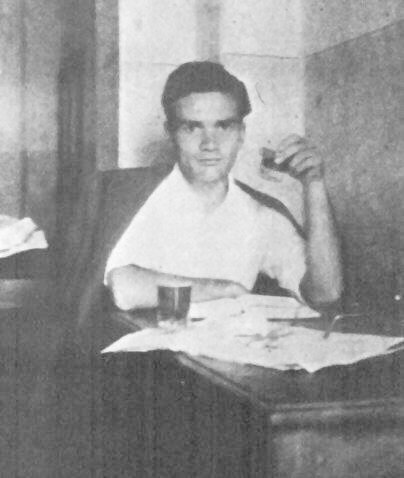
پازولینی در سال‌های جوانی

پازولینی در ۱۹۲۲ در بولونیا زاده شد. او از فیلمسازان نسل دوم سینمای بعد از جنگ ایتالیا است که علاوه بر فیلم‌سازی، در نوشتن رمان، شعر و نقدهای سینمایی و فرهنگی نیز دست داشته است. سینمای پازولینی آمیزه‌ای از شعر، استعاره، اسطوره‌شناسی، روان‌شناسی و دیالکتیک مارکسیستی است. وی فعالیت‌اش را در سینما با نوشتن فیلم‌نامه شب‌های کابیریا برای فدریکو فلینی آغاز کرد. فیلم انجیل به روایت متی او روایتی از زندگی عیسی مسیح است. تمام فیلم با بازیگران غیرحرفه‌ای و در لوکیشن‌های بدیع و خیره‌کنندهٔ ایتالیا فیلم‌برداری شده است.
بسیاری از فیلم‌های پازولینی، اقتباس‌های مدرن از آثار کلاسیک ادبی جهان‌اند که با تأویل ویژهٔ او ارائه شده‌اند، آثاری چون ادیپ شهریار، مده‌آ، دکامرون، افسانه‌های کانتربری و داستان‌های عشقی هزار و یک شب. آخرین فیلم پازولینی قبل از مرگ، فیلمی است با نام سالو یا ۱۲۰ روز در سودوم که پازولینی فیلم‌نامهٔ آن را با کمک رولان بارت بر اساس داستان غریب و پورنوگرافیک مارکی دو ساد نوشته است که بیانیه‌ای علیه اخلاق فاشیستی و منش سرمایه‌داری ایتالیا در آن دوران است.
پازولینی نه تنها یک فیلمساز، بلکه شاعر و نظریه‌پرداز سینما نیز بوده است. مقالهٔ سینمای شعر که او در ژوئن ۱۹۶۵ در نخستین فستیوال فیلم پزارو خواند و در اکتبر ۱۹۶۵ در نشریهٔ کایه دو سینما منتشر شد، یکی از مهم‌ترین مقاله‌هایی است که دربارهٔ ماهیت شعرگونهٔ سینما و زیبایی‌شناسی آن نوشته شده و از اعتبار آکادمیک و تحلیلی بسیاری برخوردار است. پازولینی یک همجنس‌گرای آشکار بود و در تعداد معدودی از فیلم‌هایش نیز به بسط روابط همجنس‌گرایانه پرداخت. او در بخشی از مصاحبه با جان هلیدی گفته است:
«من از ریشه با چنین جامعه‌ای مخالفم؛ جامعه‌ای مثل اسرائیل؛ جامعه‌ای که بر پایهٔ اندیشهٔ نژادی و موعودی استوار است. تأسیس یک کشور بر پایهٔ شالودهٔ مذهبی سه هزار ساله، کاری خطرناک و جنون‌آمیز است. من با این بینش مذهبی و ملی‌گرا مخالفم. چنین چیزی وحشتناک است، هر چند که مبنای همه دولت‌ها از همین قبیل است».

### نقض قانون مؤلف، مصنف
پازولینی در فیلم مده‌آ قسمتی از آواز اکبر گلپایگانی (با تار جلیل شهناز) را بدون اجازه از صاحبان اثر استفاده کرده بود و گلپایگانی پس از ثبت شکایت و بعد از گذشت یک سال – به گفتهٔ اکبر گلپایگانی – یک میلیون دلار غرامت از پازولینی دریافت کرد.

## زندگی شخصی

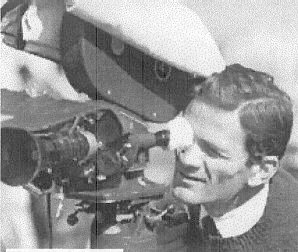
پازولینی در حال فیلم برداری و مشاهده یک سکانس

### گرایش جنسی
در سپتامبر ۱۹۴۹ رسوایی کوچکی در طول یک جشنوارهٔ محلی در راموسلو رخ داد که در آن شخصی به نام کوردووادو، گروهبان محلی کارابینیری، از رفتار جنسی (خودارضایی) پازولینی با سه نوجوان شانزده ساله پس از رقص و مصرف الکل اطلاع داد. کوردووادو والدین پسران را احضار کرد که همهٔ آن‌ها با تردید از طرح اتهام جلوگیری کردند. با این وجود، کوردووادو گزارشی تهیه کرد و به‌طور علنی اتهامات خود را توضیح داد و باعث جنجال در عموم شد. یک قاضی در سان ویتو آل تالیامنتو پازولینی را به «فساد جنسی و انجام اعمال ناپسند در اماکن عمومی» متهم کرد. در نتیجه پازولینی و نوجوان ۱۶ ساله هر دو متهم شدند.
یک ماه بعد هنگامی که از پازولینی در این باره سؤال شد، نه تنها حقایق را انکار نکرد بلکه از یک «محرک ادبی و اروتیک» صحبت و از آندره ژید، برندهٔ جایزه نوبل ادبیات در سال ۱۹۴۷ یاد کرد. کوردووادو این را به مافوق خود اطلاع داد و با این کار مطبوعات را وارد ماجرا کرد. به گفتهٔ پازولینی، تمام این ماجرا توسط دموکرات‌های مسیحی برای لکه‌دار کردن نام او به وجود آمده است. در نتیجه او از شغل خود در والواسون اخراج شد و همچنین بخش اودینه حزب او را از PCI اخراج کرد و پازولینی این کار را خیانت می‌دانست. او نامه‌ای انتقادی خطاب به دوست خود فردیناندو مائوتینو که رئیس بخش بود نوشت و مدعی شد که تحت «تاکتیک» PCI قرار گرفته است. در حزب، این اخراج با مخالفت ترزا دگان، همکار پازولینی در آموزش و پرورش مواجه شد. او همچنین نامه‌ای به او نوشت و در آن اعتراف کرد که پشیمان است از این‌که «این‌قدر ساده‌لوح و حتی ناشایست است». والدین پازولینی با عصبانیت واکنش نشان دادند و وضعیت در خانواده غیرقابل تحمل شد.
دایرةالمعارف ال‌جی‌بی‌تی در مورد همجنس‌گرایی پازولینی موارد زیر را بیان می‌کند:
پازولینی در حالی که از همان ابتدای کار خود آشکارا همجنس‌گرا بود، به ندرت در فیلم‌هایش به همجنس‌گرایی پرداخت. این موضوع به‌طور برجسته در فیلم قضیه و هنگامی که ترنس استمپ در نقش یک بازدیدکنندهٔ مرموز خداگونه، پسر و پدر خانواده‌ای از طبقه متوسط را اغوا می‌کند به تصویر کشیده شده است. همچنین به‌طور گذرا در فیلم داستان‌های عشقی هزار و یک شب در افسانه‌ای بین یک پادشاه و یک فرد عادی که به مرگ ختم می‌شود و بدتر از همه در فیلم بحث‌برانگیز سالو یا ۱۲۰ روز در سودوم به این موضوع اشاره شد که اقتباسی از داستان مارکی دو ساد بود.
در سال ۱۹۶۳، پازولینی با عشق بزرگ زندگی خود، نینتو داوولی ۱۵ ساله ملاقات کرد، که بعداً او را برای بازی در فیلم پرنده‌های بزرگ و پرنده‌های کوچک در سال ۱۹۶۶ انتخاب کرد. پس از آن پازولینی مرشد و دوست داوولی شد.
با این حال، زنان مهمی در زندگی پازولینی بودند که پازولینی با آن‌ها احساس دوستی عمیق و منحصر به فردی داشت، به ویژه لائورا بتی و ماریا کالاس که با او در ارتباط بودند. داچا مارائینی، نویسندهٔ معروف ایتالیایی، دربارهٔ رفتار کالاس با پازولینی می‌گوید: «ماریا همیشه او را حتی تا آفریقا دنبال می‌کرد و امیدوار بود که پازولینی به دگرجنسگرایی تمایل پیدا کند و به ازدواج با او راضی شود..» پازولینی همچنین نسبت به مشکلات مربوط به نقش «جدید» که از طریق رسانه‌های ایتالیایی به زنان نسبت داده می‌شود، حساس بود و در مصاحبه‌ای در سال ۱۹۷۲ اظهار داشت که «زن‌ها ماشین بازی نیستند».

## مرگ
پازولینی در ۱۹۷۵ در اوستیا در نزدیکی رم، به قتل رسید. یک پسر جوان روسپی به نام جوزپه پلوسی مدعی شده بود که قاتل اوست و پازولینی قصد تجاوز به او را داشته است. اما بسیاری معتقدند که قتل او مشکوک و به دلیل انگیزه‌های سیاسی بوده است. در ۷ مه ۲۰۰۵، پلوسی ادعاهای خود را پس گرفت و اعلام نمود که پازولینی توسط سه نفر با لهجهٔ جنوبی که پازولینی را یک «کمونیست کثیف» خطاب کرده بودند به قتل رسیده است. همچنین وی اعلام کرد خانواده‌اش مورد تهدید قرار گرفته بودند.
طی بررسی‌های بیشتر در سال ۲۰۰۵ و طبق شهادت دوستش سرجیو کیتی مشخص شد قاتلین که پیشتر حلقه‌هایی از فیلم سالو را دزدیده بودند با پازولینی در محل مورد نظر قرار گذاشته بودند تا آن را پس بدهند که این ملاقات به مرگ وحشتناک وی ختم شد. به گزارش هالیوود ریپورتر، مرگ «پیر پائولو پازولینی» ایتالیایی به مدت بیش از ۴۰ سال است که در هاله‌ای از ابهام قرار دارد اما ایبل فرارا کارگردانی که به تازگی فیلمبرداری فیلم بیوگرافیکی جدیدش را که داستان آن دربارهٔ پایان زندگی پازولینی است تمام کرده می‌گوید کسی که این کارگردان را به قتل رسانده است، می‌شناسد. پازولینی در سال ۱۹۷۵ و بعد از این‌که در مناطق حاشیه‌ای رم چندین بار ماشین خودش از رویش رد شد، جانش را از دست داد. پلیس در ابتدا فردی خیابانی را دستگیر کرد اما او بعدها به دلیل کمبود مدارک آزاد شد. اندکی بعد از آن، جستجوها برای یافتن سه مرد آغاز شد که با دیدگاه‌های چپ‌گرا و ضدمذهبی پازولینی مخالف بودند، اما آن‌ها هیچ‌گاه پیدا نشدند. در سال ۲۰۰۵ نیز پلیس بعد از آشکار شدن مدارک جدیدی دال بر این‌که پازولینی در یک طرح اخاذی شرکت داشته پرونده را دوباره باز کرد، اما در انتها این پرونده هنوز هم به صورت یک معما باقی مانده است.
پازولینی که در هنگام مرگ ۵۳ سال داشت، یکی از پیشگامان حرکت نئورئالیسم در سینمای ایتالیا، همچنین شاعر اهل تئاتر و هنر بود. او در سال‌های ۱۹۷۱ و ۱۹۷۲ با فیلم‌های «دکامرون» برندهٔ جایزهٔ منتخب هیئت داوران و «قصه‌های کانتربری» برندهٔ جایزهٔ خرس طلایی، موفق به دریافت جوایز اصلی جشنوارهٔ بین‌المللی فیلم برلین شد. همچنین چندین فیلم او در بخش رقابتی فستیوال‌های «کن» و «ونیز» به نمایش درآمدند.

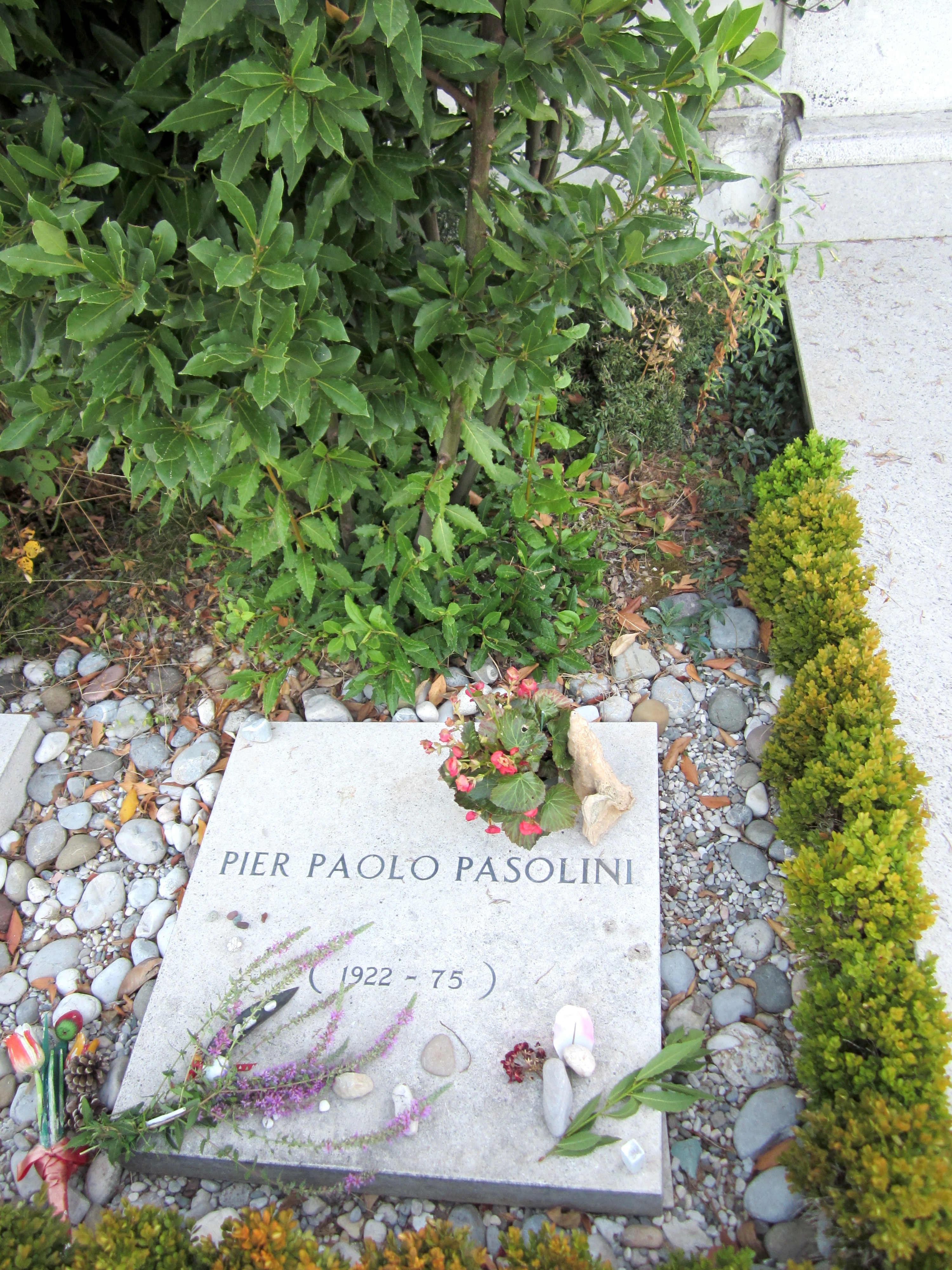
سنگ قبر پازولینی

## نظرات سیاسی

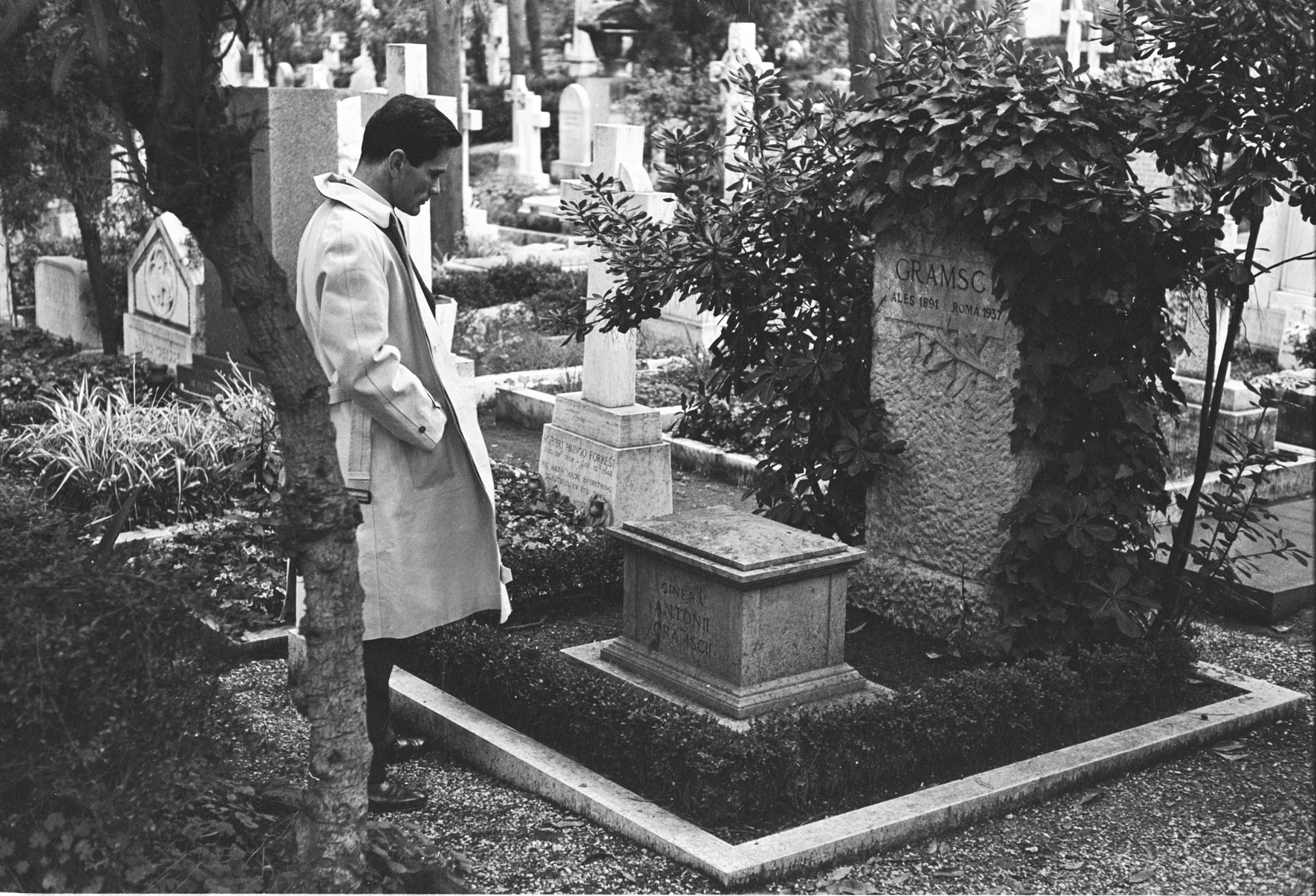
پازولینی در حال بازدید از مقبرهٔ آنتونیو گرامشی

### تلویزیون در پیوند با بیگانگی فرهنگی
پازولینی از جهانی شدن اقتصاد و سلطهٔ فرهنگی ایتالیای شمالی (اطراف میلان) بر سایر مناطق به ویژه جنوب خشمگین بود. او احساس کرد این اتفاق از طریق قدرت تلویزیون به وقوع پیوسته است. یک برنامهٔ مناظرهٔ تلویزیونی در سال ۱۹۷۱ ضبط شده است، که او سانسور را تقبیح کرد، در واقع تا روز پس از قتل او در نوامبر ۱۹۷۵ این برنامه پخش نشد. او یک طرح اصلاحاتی را در سپتامبر و اکتبر ۱۹۷۵ تنظیم کرد، و در آن طرح به لغو تلویزیون به عنوان یکی از اقدامات مطلوبی که لازم است اجرا شوند، اشاره کرد.

## فیلم‌شناسی

### فیلم‌های بلند
همهٔ عناوین فیلم‌های زیر، به جز آن‌هایی که در توضیحات نوشته‌شده است توسط پیر پائولو پازولینی نوشته و کارگردانی شده است. فیلم‌های ادیپ شهریار و مده‌آ به ترتیب بر مبنای نمایشنامه‌های سوفوکل و اوریپید نوشته‌شده‌اند.
| سال  | عنوان فارسی                   | عنوان اصلی                       | عنوان انگلیسی                              | کشور تولیدکننده | نکات |
| ---- | ----------------------------- | -------------------------------- | ------------------------------------------ | --------------- | --- |
| ۱۹۶۱ | آکاتونه                       | Accattone                        | Accattone                                  | ایتالیا         | فیلم‌نامه توسط پیر پائولو پازولینی بر اساس رمان خود پازولینی «زندگی خشونت‌بار». دیالوگ‌های اضافه‌شده به فیلم‌نامه توسط سرجیو چیتی                                                                 |
| ۱۹۶۲ | ماما روما                     | Mamma Roma                       | Mamma Roma                                 | ایتالیا         | فیلم‌نامه توسط پیر پائولو پازولینی و دیالوگ‌های اضافه‌شده توسط سرجیو چیتی. |
| ۱۹۶۴ | انجیل به روایت متی (فیلم)     | Il vangelo secondo Matteo        | The Gospel According to St. Matthew        | ایتالیا، فرانسه | جایزه بزرگ هیئت داوران در جشنواره فیلم ونیز و جایزهٔ سازمان ملل آکادمی فیلم بریتانیا |
| ۱۹۶۶ | پرنده‌های بزرگ و پرنده‌های کوچک | The Hawks and the Sparrows       | Uccellacci e uccellini                     | ایتالیا         | |
| ۱۹۶۷ | ادیپ شهریار                   | Edipo re                         | Oedipus Rex                                | ایتالیا، مراکش  | |
| ۱۹۶۸ | قضیه                          | Teorema                          | Theorem                                    | ایتالیا         | همچنین رمان Teorema به نویسندگی پازولینی در سال ۱۹۶۸ منتشر شد. |
| ۱۹۶۹ | خوکدانی                       | Porcile                          | Pigsty                                     | ایتالیا فرانسه  | |
| ۱۹۶۹ | مده‌آ                          | Medea                            | Medea                                      | ایتالیا فرانسه  | با بازی ماریا کالاس به عنوان شخصیت اصلی. |
| ۱۹۷۱ | دکامرون                       | Il Decameron                     | The Decameron                              | ایتالیا فرانسه  | براساس دکامرون نوشتهٔ جووانی بوکاچو. برندهٔ خرس نقره‌ای در بیست‌ویکمین جشنوارهٔ فیلم برلین. |
| ۱۹۷۲ | افسانه‌های کانتربری            | I racconti di Canterbury         | The Canterbury Tales                       | ایتالیا فرانسه  | براساس حکایت‌های کنتربری نوشتهٔ جفری چاوسر. برندهٔ خرس طلایی در بیست‌ودومین جشنوارهٔ فیلم برلین.                                                                                                  |
| ۱۹۷۳ | حکایت‌های ناپسند               | Storie scellerate                | Bawdy Tales                                | ایتالیا         | با بازی نیکولتا ماکیاولی به عنوان شخصیت اصلی زن. پازولینی نویسندهٔ داستان و فیلم‌نامهٔ این فیلم بود.                                                                                            |
| ۱۹۷۴ | داستان‌های عشقی هزار و یک شب   | Il fiore delle Mille e una Notte | A Thousand and One Nights (Arabian Nights) | ایتالیا فرانسه  | نویسندگی فیلم‌نامه با همکاری داچا مارائینی برندهٔ جایزه بزرگ جشنواره کن. |
| ۱۹۷۵ | سالو یا ۱۲۰ روز در سودوم      | Salò o le 120 giornate di Sodoma | Salo, or the 120 Days of Sodom             | ایتالیا فرانسه  | بر اساس ۱۲۰ روز در سودوم نوشتهٔ مارکی دو ساد. نویسندگی فیلم‌نامه با همکاری سرجیو چیتی، همراه با نقل‌قول‌های اضافه‌شده از رولان بارت از «ساد/فوریه/لویالا» و پیر کلوزوسکی کتاب «Sade mon prochain» |

### مستندها
- مجالس عشق، (به ایتالیایی: Comizi d'amore)، ایتالیا، ۱۹۶۳.
- مکان‌یابی در فلسطین، (به ایتالیایی: Sopralluoghi in Palestina)، ایتالیا، ۱۹۶۳.
- یادداشت‌های سفر برای فیلمی دربارهٔ هند (فیلم مستند برای تلویزیون ایتالیا)، (به ایتالیایی: Appunti per un film sull'India).
- یادداشت‌هایی برای یک اورستی آفریقایی، (به ایتالیایی: Appunti per un'Orestiade Africana)، ایتالیا، ۱۹۶۹.
- یادداشت‌هایی برای داستانی دربارهٔ رفتگرها، (به ایتالیایی: Appunti per un romanzo dell'immondizia)، ایتالیا، ۱۹۷۰.
- فیلم مستند کوتاه، (به ایتالیایی: I Racconti di Canterbury)، ۱۹۷۲.
- دوازده دسامبر، (به ایتالیایی: 12Dicembre)، ایتالیا، ۱۹۷۲.
- دیوارهای صنعا، (به ایتالیایی: Le mura di Sana'a)، ایتالیا، ۱۹۷۳.

### اپیزودها در فیلم‌های چندگانه
- پنیر بی‌نمک در RoGoPaG، (به ایتالیایی: La ricotta)، فرانسه و ایتالیا، ۱۹۶۲.
- قسمت اول خشم، (به ایتالیایی: La Rabbia)، ایتالیا، ۱۹۶۳.
- تماشای زمین از کره ماه، (به ایتالیایی: La Terra vista dalla Luna) در فیلم ساحره‌ها (به ایتالیایی: Le Streghe)، فرانسه و ایتالیا، ۱۹۶۶.
- ابرها چیستند؟، (به ایتالیایی: ?Che cosa sono le nuvole)، ایتالیا، ۱۹۶۷.
- داستان گل کاغذی، (به ایتالیایی: La sequenza del fiore di carta) در فیلم عشق و خشم (به ایتالیایی: Amore e rabbia)، ایتالیا و فرانسه، ۱۹۶۸.